# エミール・ヤーコプ・シンドラー

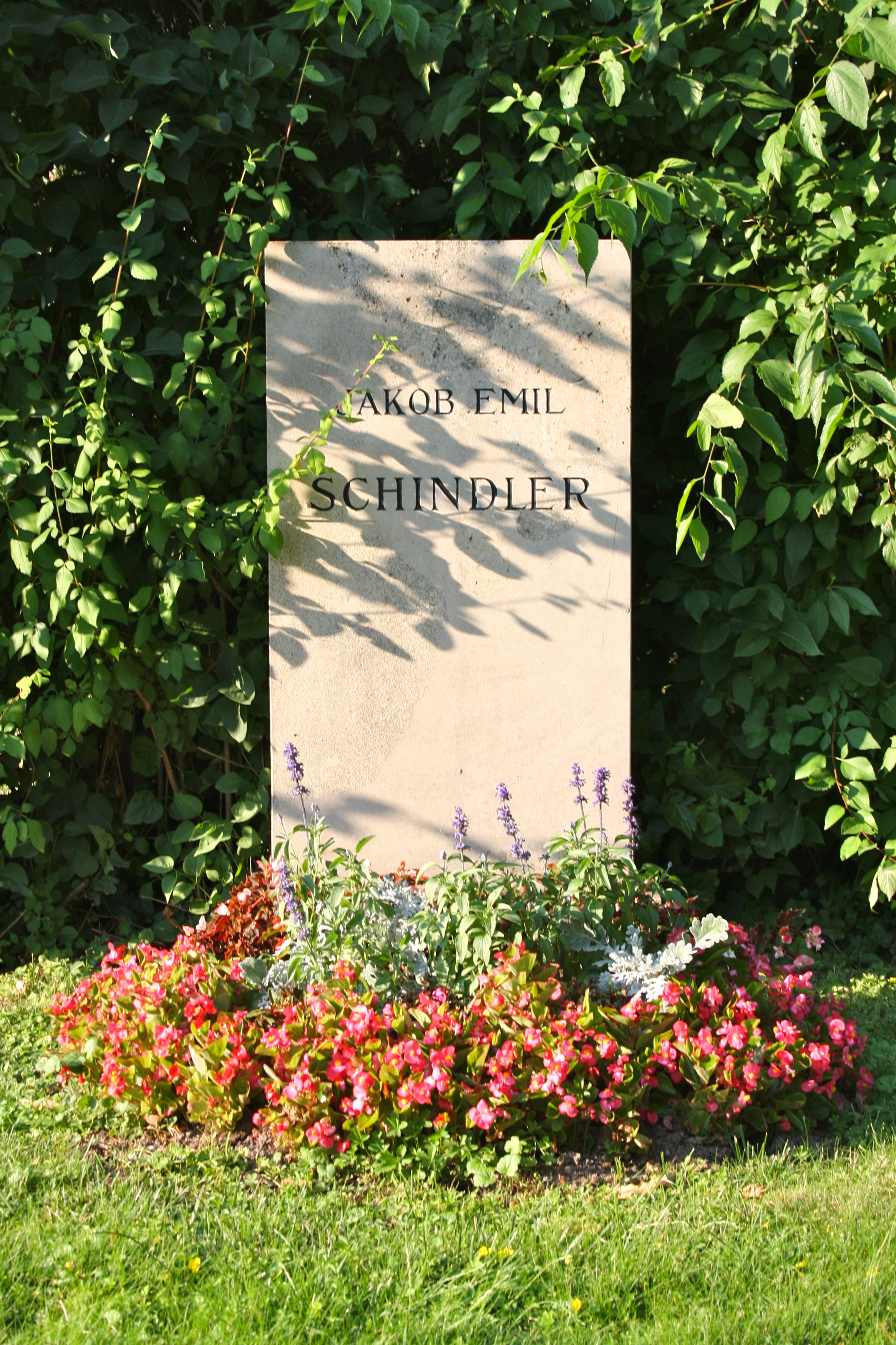
シンドラーの墓

エミール・ヤーコプ・シンドラー（ドイツ語: Emil Jakob Schindler、1842年4月27日 - 1892年8月9日）は、オーストリアの画家。情趣的印象主義の中心人物。娘アルマ・シンドラーはグスタフ・マーラーの妻となった（＝アルマ・マーラー）。

## 略歴
ウィーンの南の小さな村フィッシャメント (Fischamend) で17世紀から続く綿糸加工職人 (cotton spinning-mill operators) の家に生まれた。父親を4歳で亡くし母親とプレスブルク（ブラチスラヴァ）に移り、3年後に母親はハンガリー人の軍人と再婚した。
シンドラーの少年期についてはあまり知られていないが1848年頃に学校に入り、ピアノを習った。軍人になる教育を受け、1857年に陸軍に入隊し、第二次イタリア独立戦争のソルフェリーノの戦い（1859年）に参加しているが、1860年には軍を辞め、ウィーン美術アカデミーに入学し、風景画家、アルベルト・ツィンマーマンに学んだ。メインデルト・ホッベマやヤーコプ・ファン・ロイスダールといった17世紀のオランダの巨匠たちの作品から影響を受けた。1873年には事業家の援助を受けて、ベネツィアやダルマチアを旅した。フランスやオランダも後に訪れた。
1864年の春、22歳でウィーンの展覧会に参加し、作品が売れるようになり、ウィーンのランドストラーセ (Landstraße) に住居を持った。2年後、画家のハンス・マカルトなど多くの芸術家が住んでいたヴィーデン地区に移った。義理の父親が亡くなり、母親と義理の妹と暮らすようになった。
余暇に音楽活動を行い、音楽の教師から紹介されたドイツ人女性と知り合い1879年に結婚した。その夏、作曲家グスタフ・マーラーの妻となるアルマが生まれたが妻との関係はよくなかった。
1881年に、Reichel-Preisを受賞し、賞金を得た。受賞により絵の顧客も増え生活は安定した。1885年にニーダーエスターライヒ州のプランケンベルク城(Castle Plankenberg)を借りて、夏を過ごすようになり、多くの芸術家が集まる場所にした。弟子にはマリー・エグナー(Marie Egner)やオルガ・ヴィジンガー＝フローリアン(Olga Wisinger-Florian）といった女性画家もいた。1887年にオーストリア皇太子ルドルフの依頼で、ダルマチアやケルキラ島の海岸風景を描くことになった。これは皇太子の企画した24巻の事典、「The Austro-Hungarian Monarchy in Word and Picture」に掲載された 。1887年に美術アカデミーの名誉会員に選ばれた。

## ギャラリー

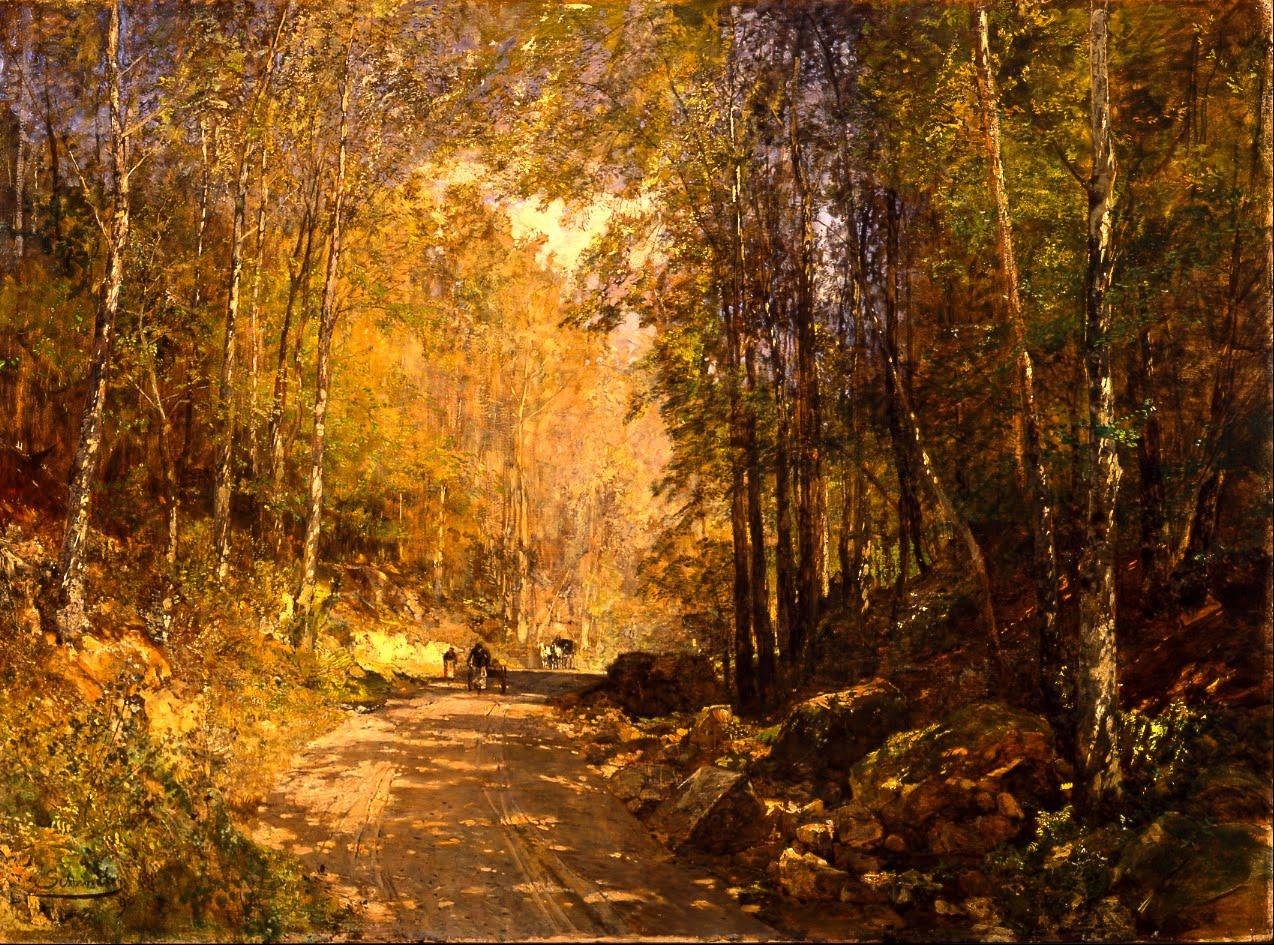
シェルフリング近くの林道
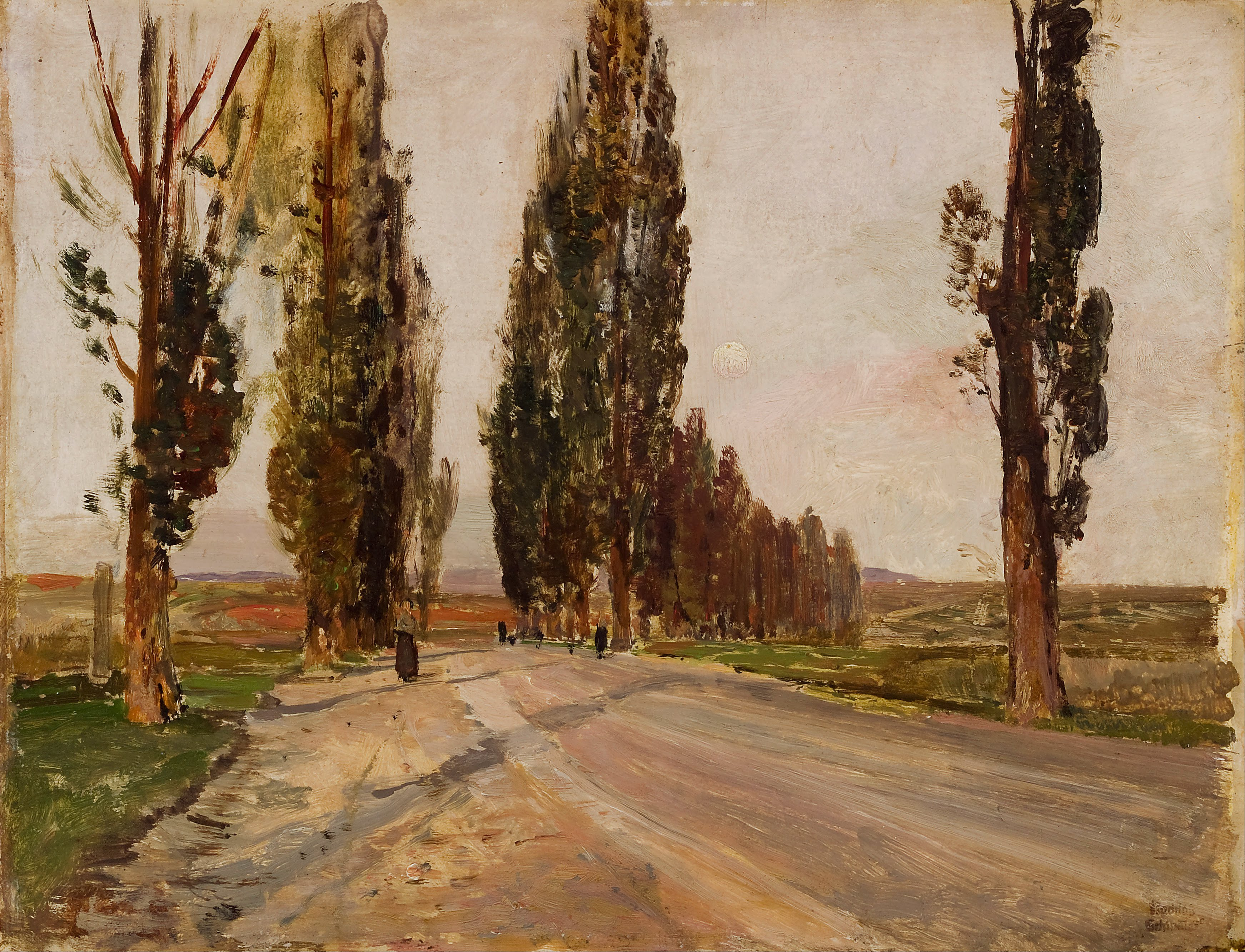
プランケンベルク近くのポプラ通り
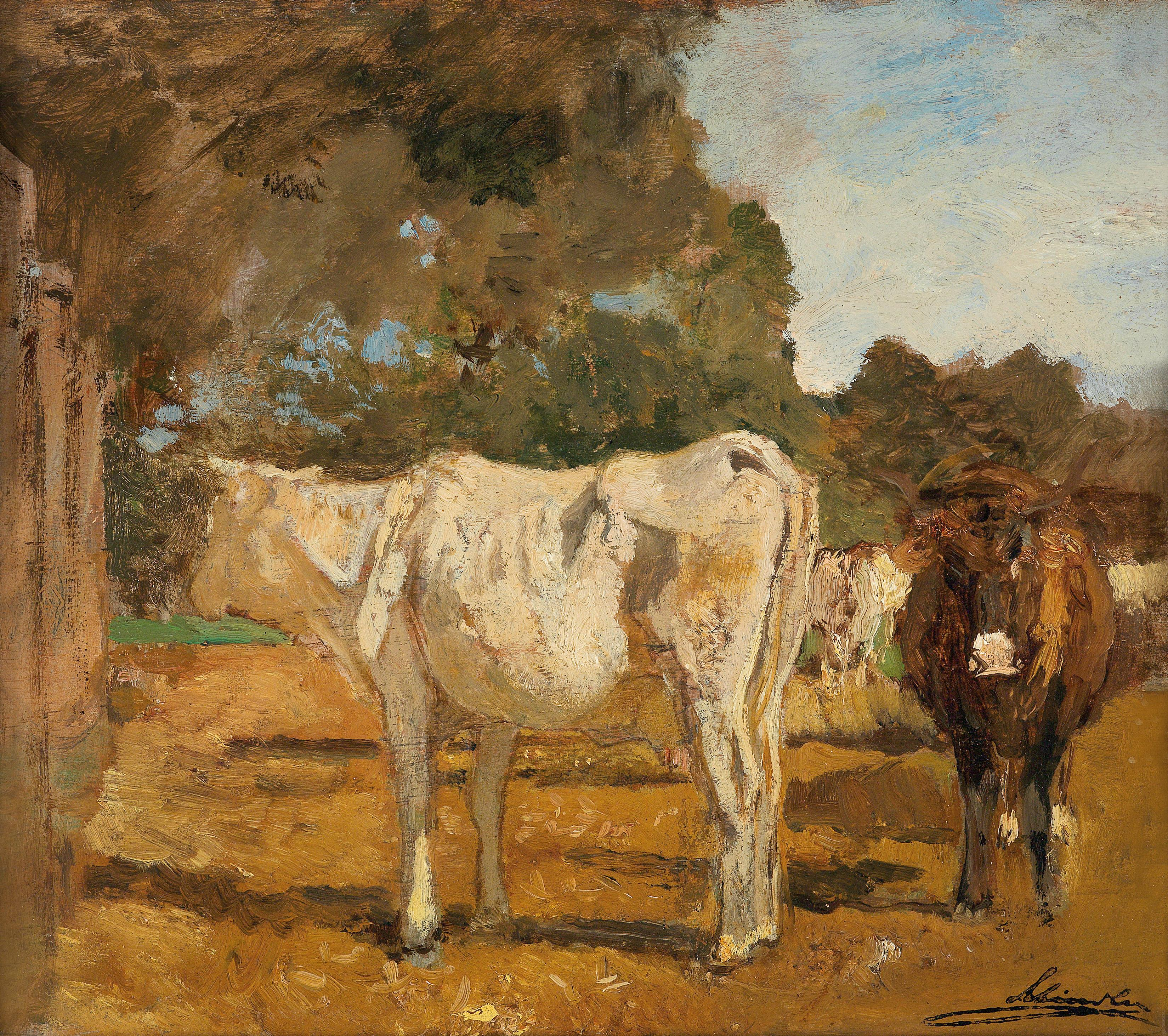
牛
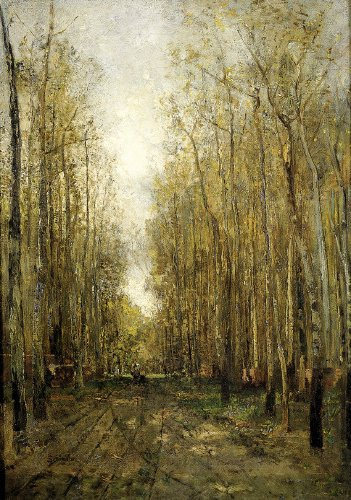
プランケンベルク近くの森の小道の秋
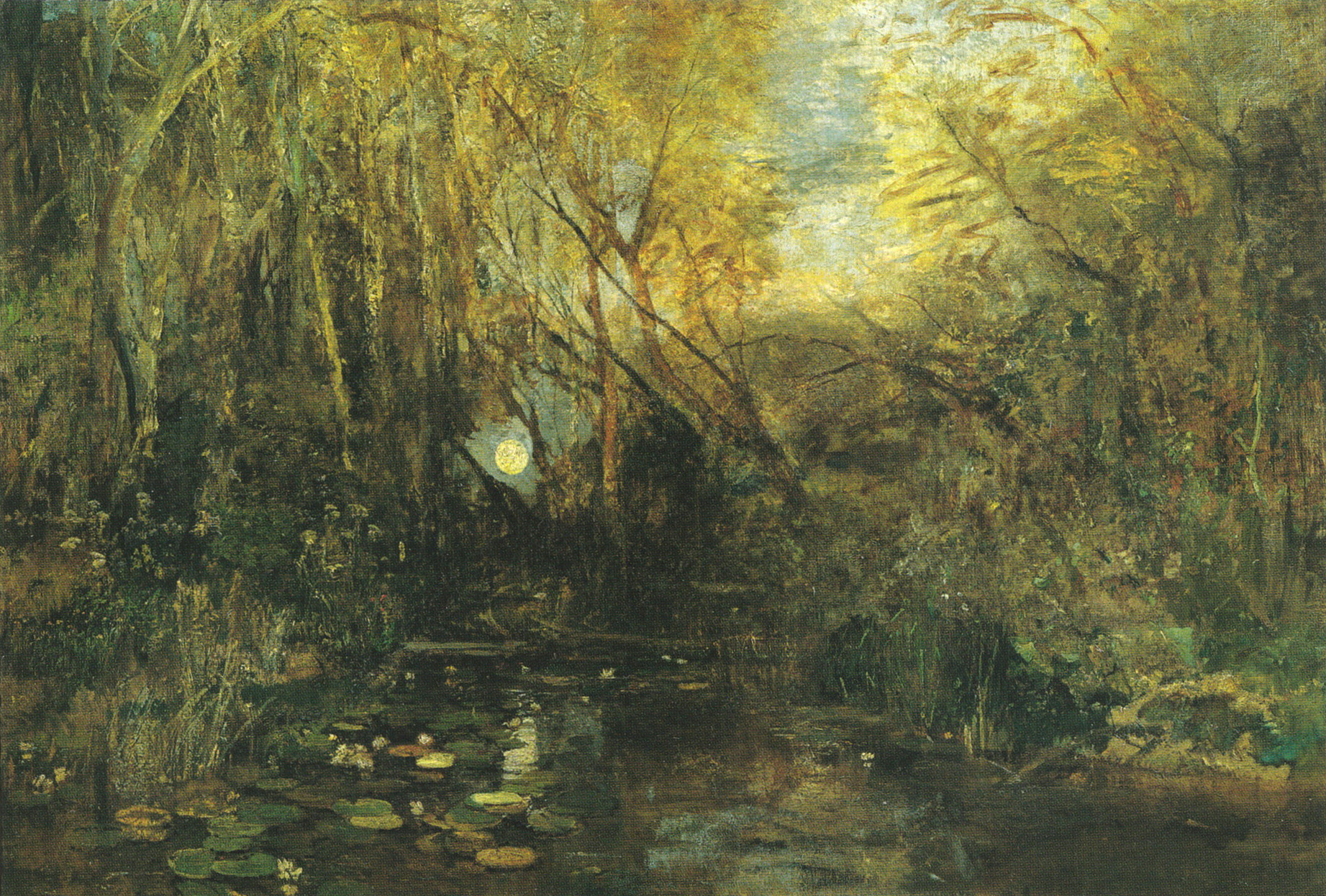
Mondaufgang in der Praterau
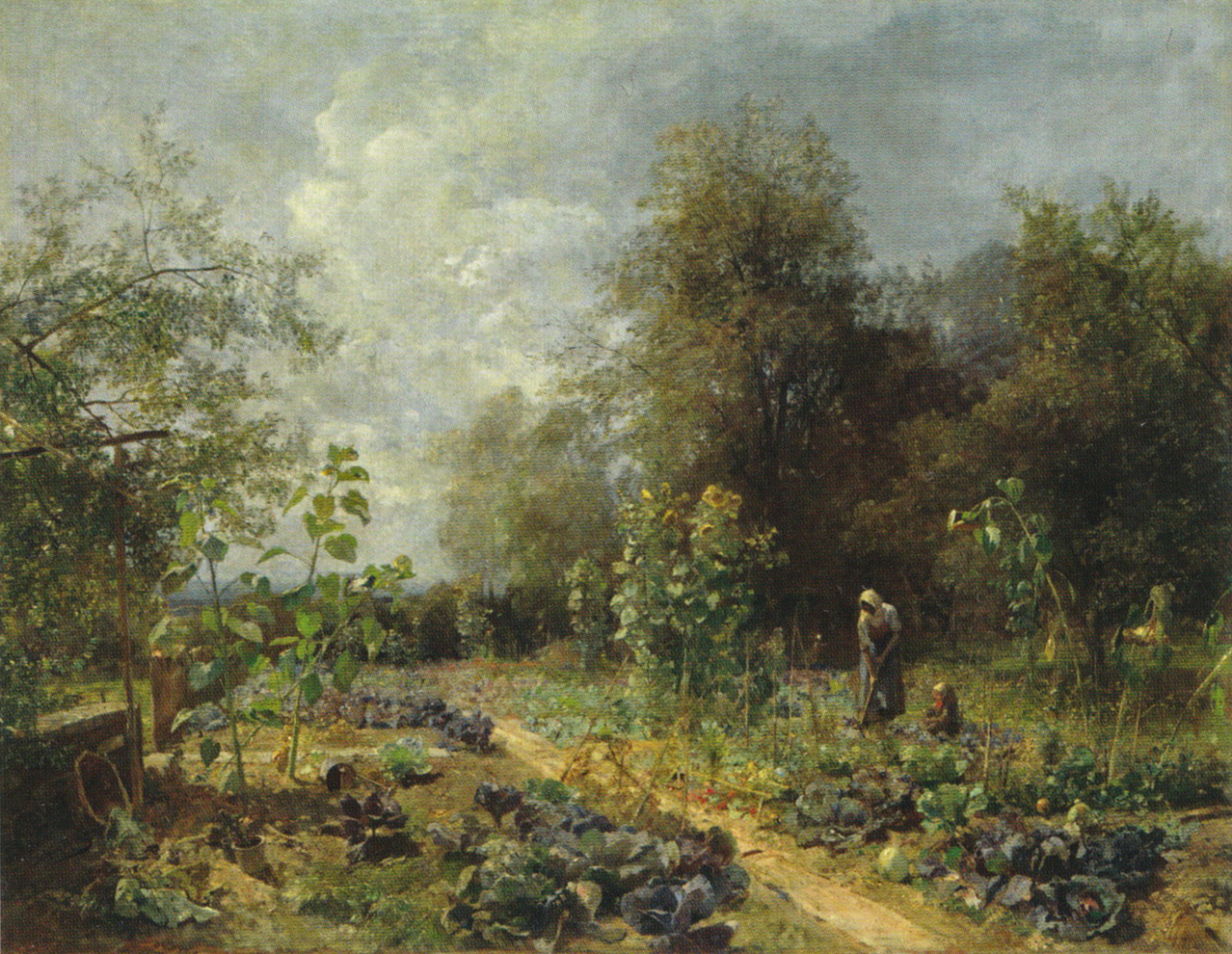
9月のプランケンベルクの野菜畑